# Ржаная мука

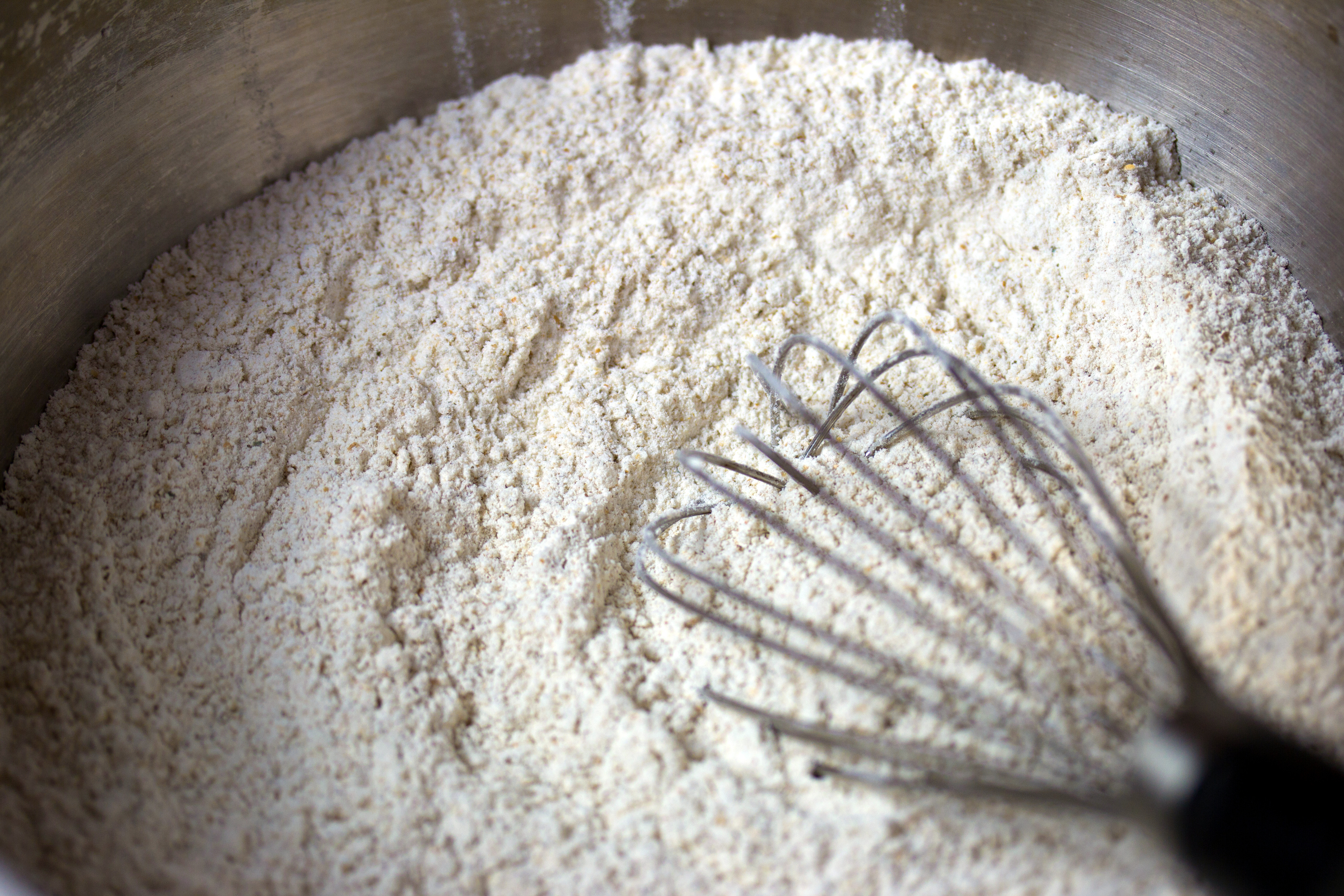
Ржаная мука

Ржаная мука — хлебопекарная мука изо ржи, занимает второе место в производстве и потреблении после пшеничной. Выпускается трёх сортов: сеяная, обдирная и обойная. По сравнению с пшеницей, в зерне ржи содержится меньше эндосперма на 5—6 %, поэтому выход сортовой муки несколько меньше.
Сеяная мука имеет белый цвет с кремоватым или серым оттенком, представляет собой тонкоизмельчённые частицы эндосперма зерна с количеством оболочек 1—3 %. Сеяная мука отличается наиболее высоким содержанием крахмала и относительно низким содержанием белков, сахаров, некрахмальных полисахаридов, жира и минеральных веществ. Обдирная мука имеет серовато-белый или серовато-кремовый цвет и неоднородная по размеру с содержанием оболочечных частиц до 15 %. Обойная мука имеет серый цвет и состоит из неоднородных по размеру частиц, полученных при размалывании всех частей зерна.